# Estádio 11 de Novembro
Het Estádio Nacional 11 de Novembro (Nederlands: Nationaal stadion 11 november) is een multifunctioneel stadion in Luanda, de hoofdstad van Angola. Dit stadion werd gebouwd vanaf 2008. De voetbalclubs C.D. Primeiro de Agosto, Atlético Petróleos Luanda en Sport Luanda e Benfica maken voor hun thuiswedstrijden gebruik van dit stadion. Ook het nationale elftal van Angola speelt hier weleens internationale wedstrijden.

## Afrika Cup
In 2010 werden er in dit stadion wedstrijden gespeeld voor het Afrikaans kampioenschap voetbal 2010. In dit stadion werden 5 groepswedstrijden gespeeld. Daarna 1 kwartfinale, halve finale en de finale. In de finale won Egypte het toernooi. 
| № | Datum           | Wedstrijd         | Uitslag | Gold Cup     | Toeschouwers |
| - | --------------- | ----------------- | ------- | ------------ | ------------ |
| 1 | 10 januari 2010 | Angola – Mali     | 4 – 4   | Groepsfase   | 45.000       |
| 2 | 11 januari 2010 | Malawi – Algerije | 3 – 0   | Groepsfase   | 1.000        |
| 3 | 14 januari 2010 | Mali – Algerije   | 0 – 1   | Groepsfase   | 4.000        |
| 4 | 14 januari 2010 | Angola – Malawi   | 2 – 0   | Groepsfase   | 48.500       |
| 5 | 18 januari 2010 | Angola – Algerije | 0 – 0   | Groepsfase   | 40.000       |
| 6 | 24 januari 2010 | Angola – Ghana    | 0 – 1   | Kwartfinale  | 50.000       |
| 7 | 28 januari 2010 | Ghana – Nigeria   | 1 – 0   | Halve finale | 7.500        |
| 8 | 31 januari 2010 | Ghana – Egypte    | 0 – 1   | Finale       | 50.000       |

## Afbeeldingen
Foto's van de binnenkant van het stadion. Deze foto's zijn gemaakt in 2008.

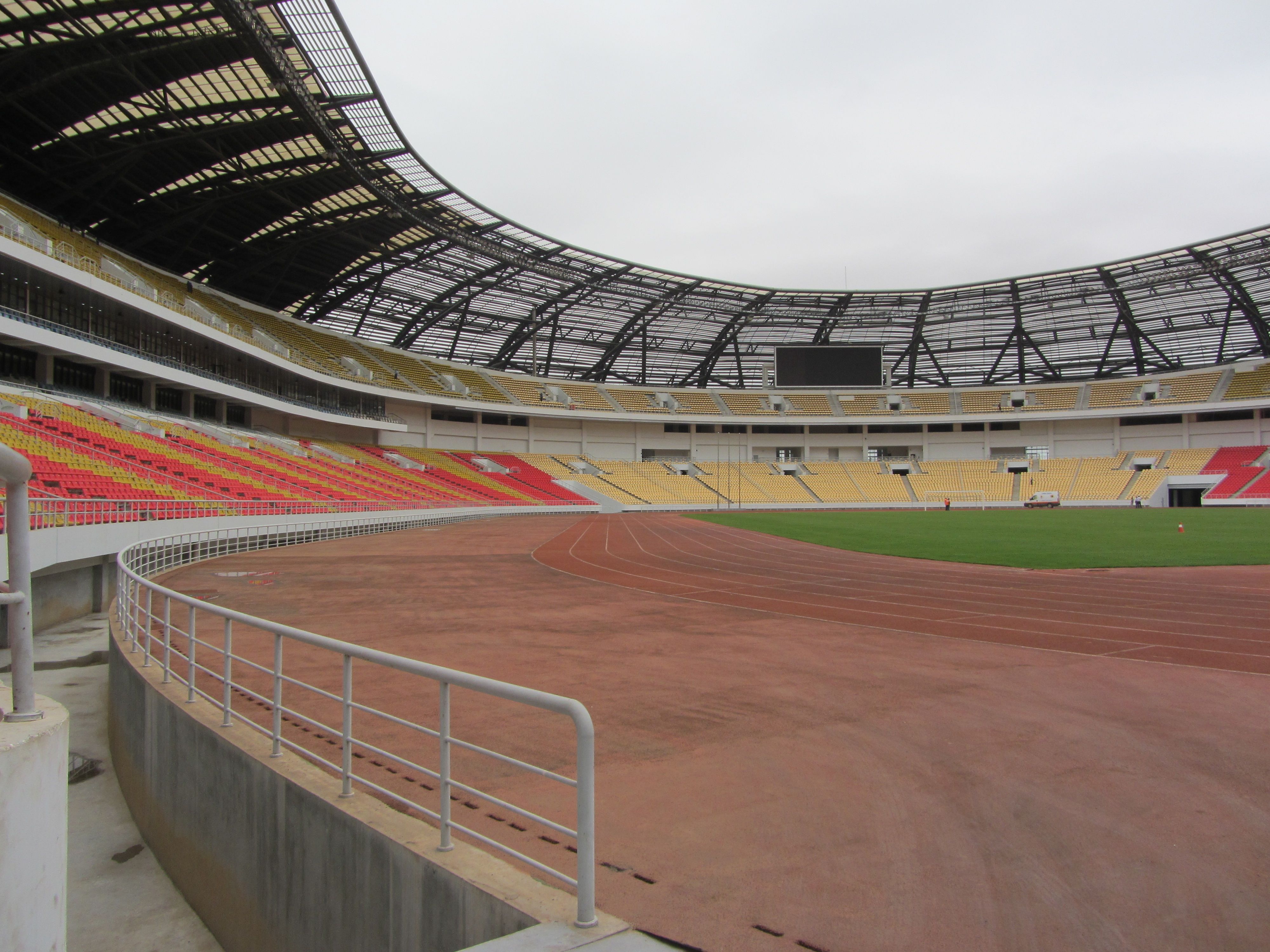
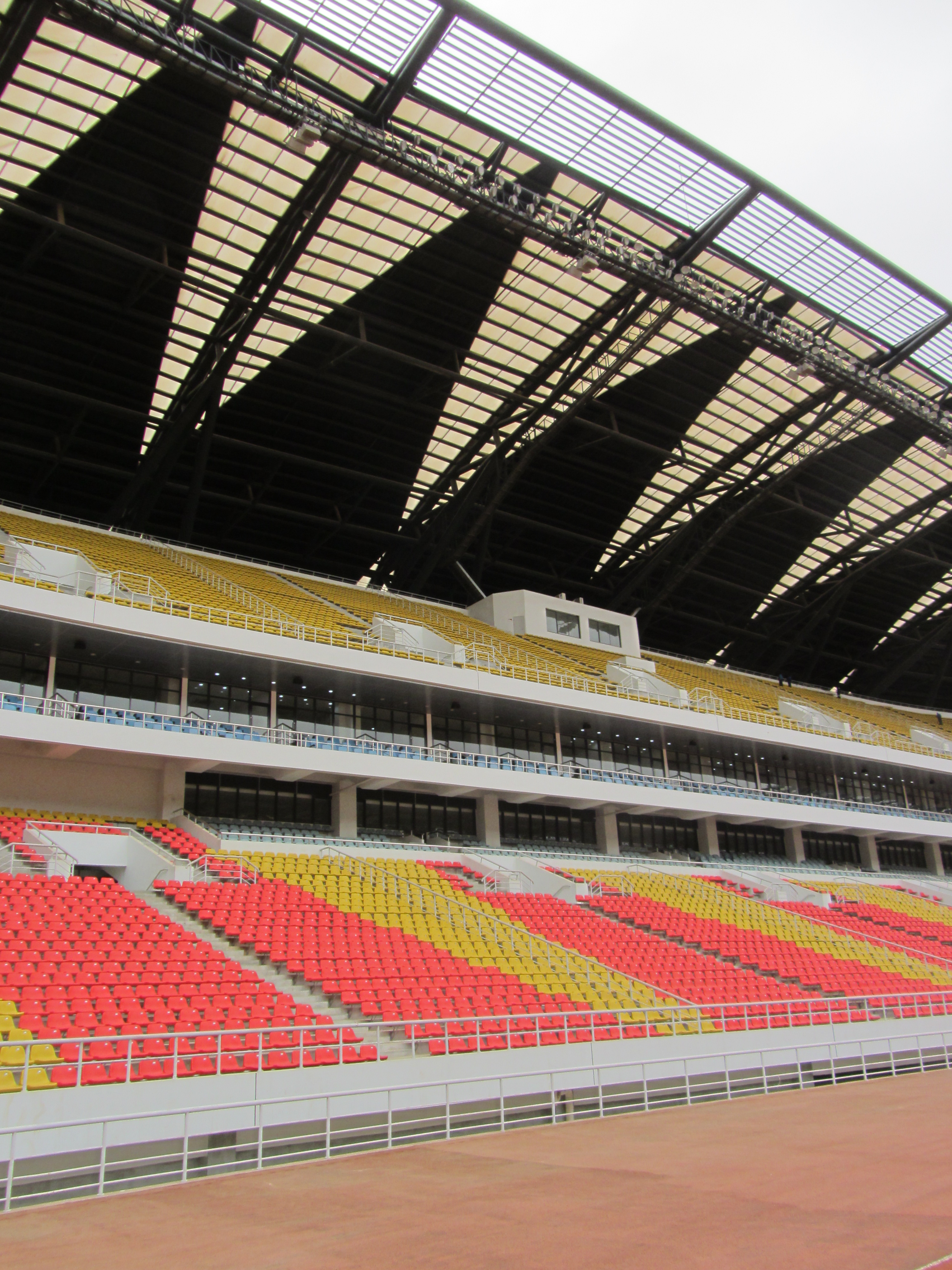
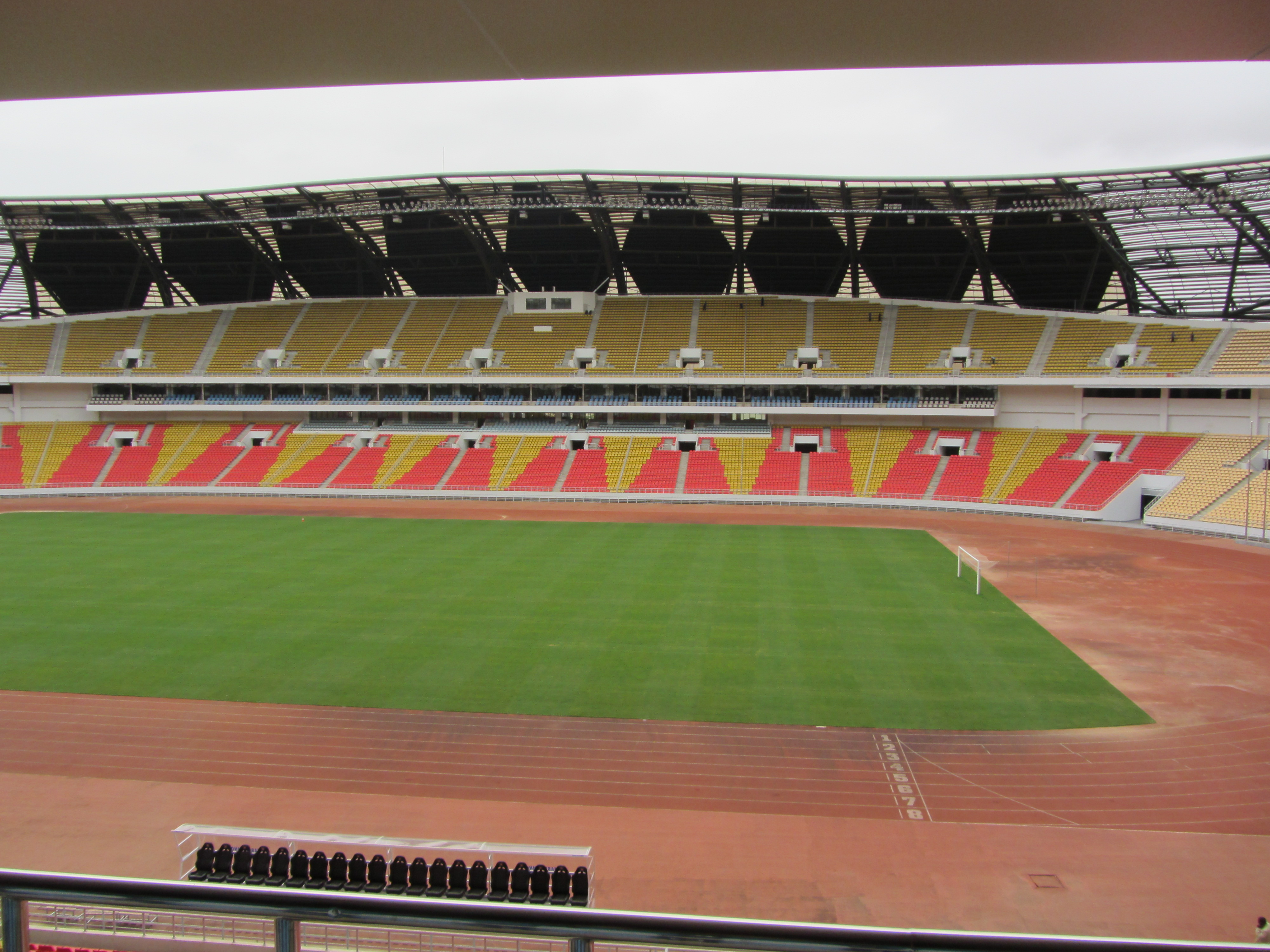
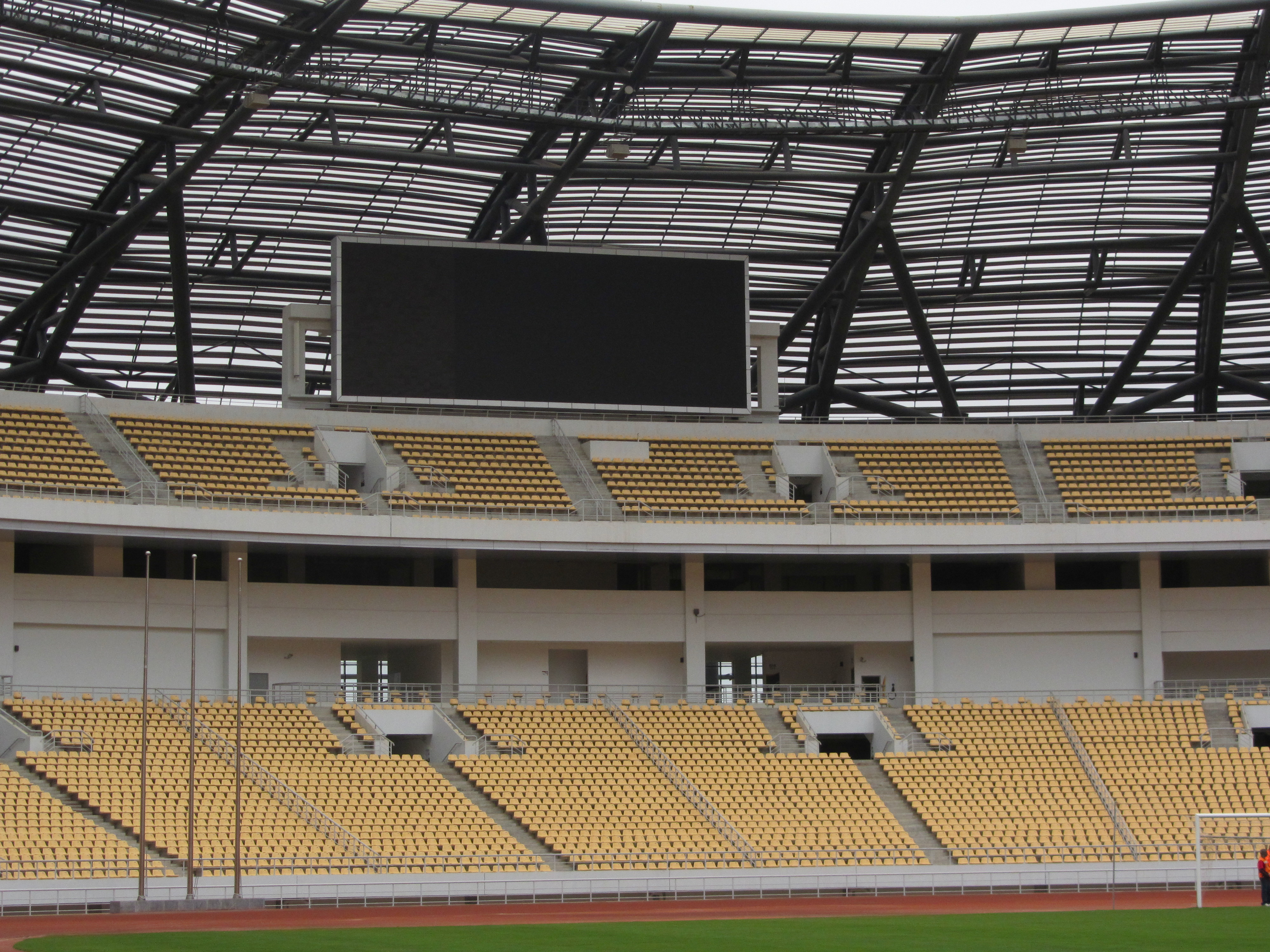
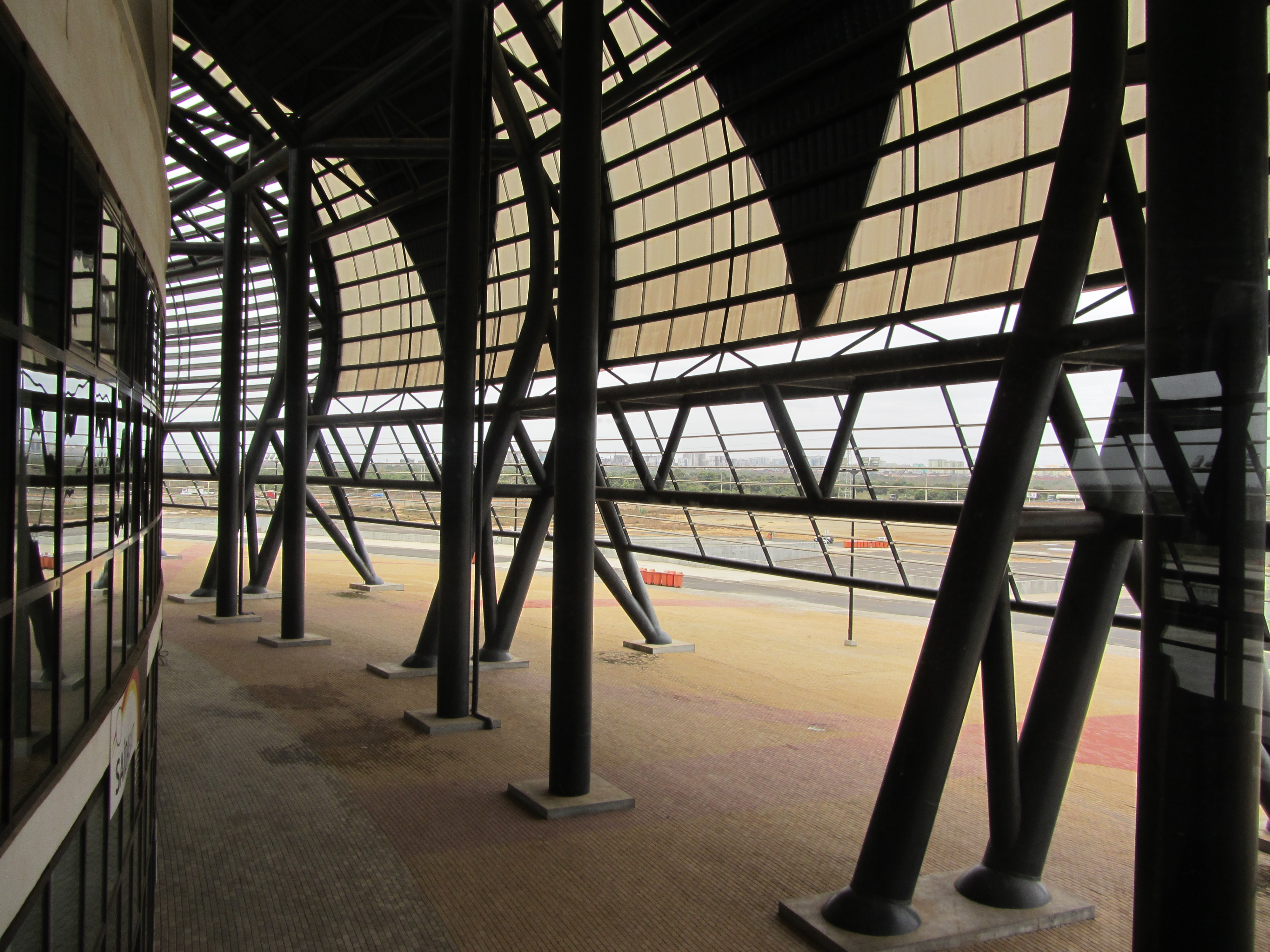